# Quy hoạch đô thị

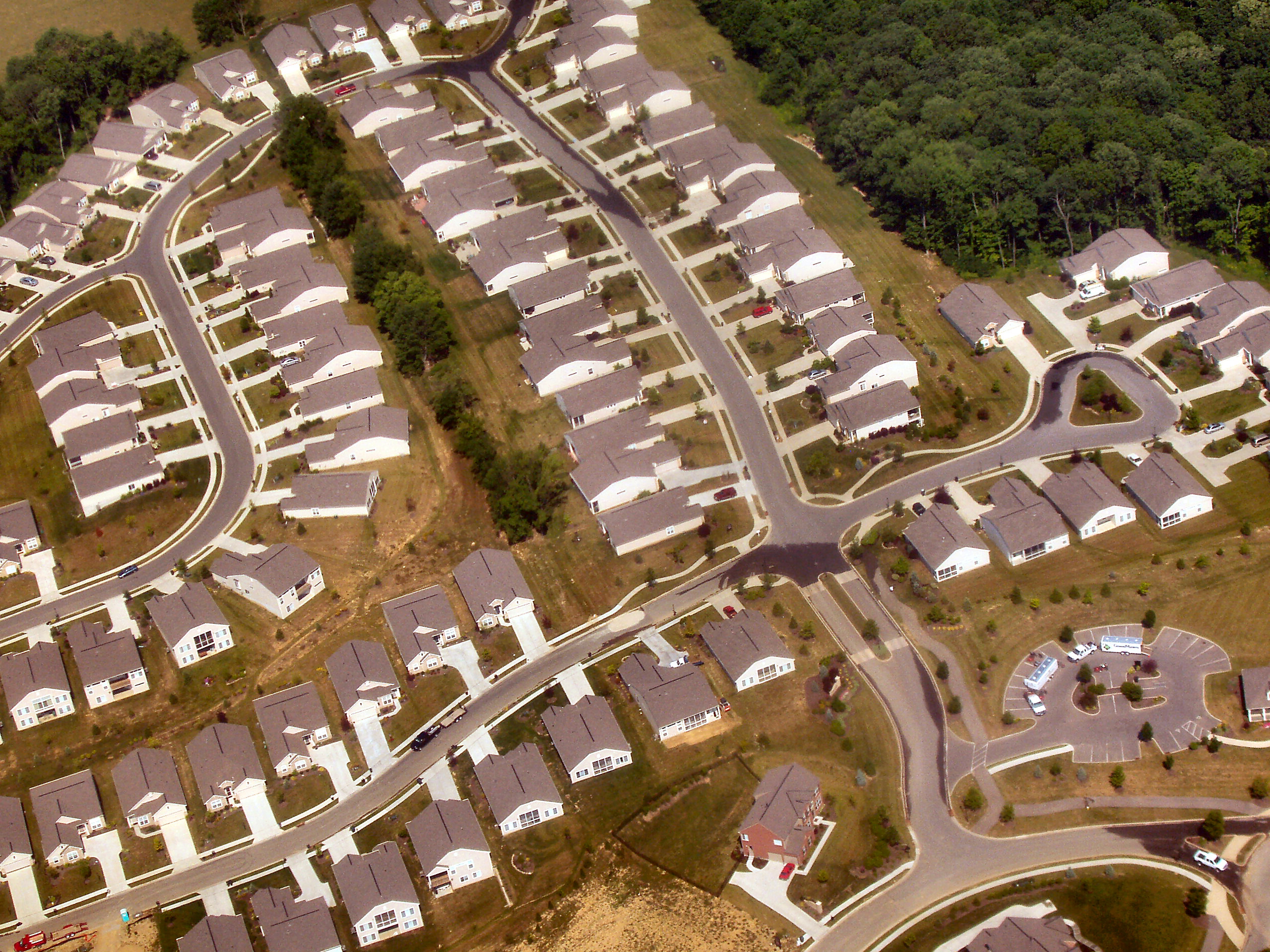
Quy hoạch vùng ven đô có mật độ dân cư thấp ở Cincinnati, Hoa Kỳ.

Quy hoạch đô thị là một khái niệm hay được dùng để chỉ các hoạt động kiểm soát hay tổ chức môi trường sống đô thị. Các hoạt động này có thể bao gồm: ban hành luật, quy định kiểm soát phát triển; xây dựng và vận hành các bộ máy quản lý đô thị; đề ra các tiêu chí, lập và phê duyệt quy hoạch; thực hiện các chương trình đầu tư phát triển đô thị; nghiên cứu đô thị; đào tạo bộ máy nhân lực; trao đổi tranh luận về các vấn đề đô thị...
Điều cần chú ý là trong các bối cảnh khác nhau, các hoạt động này thường không có mục đích, nội dung hay phương pháp thực hiện giống nhau. Nguyên nhân là đô thị thường có các vấn đề khác nhau trong mỗi giai đoạn phát triển. Việc nhìn nhận, đánh giá, giải quyết các vấn đề đô thị không chỉ phụ thuộc vào năng lực các bộ máy chuyên môn mà còn lệ thuộc nhiều và chủ trương của bộ máy cầm quyền và khả năng đáp ứng của nền kinh tế. Trong mỗi giai đoạn phát triển, bộ máy cầm quyền thường chỉ chú trọng kiểm soát hay thúc đẩy một số hoạt động quy hoạch đô thị mà họ cho là quan trọng. Trong khi đó, nghiên cứu và đào tạo nhân lực trong các ngành liên quan quy hoạch đô thị thường được coi là lĩnh vực tách biệt với thực tế hành nghề. Kết quả là luôn có nhiều quan điểm về nội dung và cách thức thực hiện quy hoạch đô thị.

## Đặc điểm quy hoạch đô thị Việt Nam sau năm 1954
Tại Việt Nam, quy hoạch đô thị chủ yếu đóng vai trò là công cụ phục vụ các kế hoạch và chương trình phát triển của các cơ quan nhà nước.
Vì lẽ đó, nội dung quy hoạch đô thị chỉ được gói gọn trong tổ chức, xây dựng không gian đô thị. Quy hoạch đô thị được gọi là Quy hoạch xây dựng đô thị. Kiến trúc sư quy hoạch tại Việt Nam thường chỉ làm các công việc của kiến trúc sư: nghĩa là thiết kế, tổ chức xây dựng các không gian đô thị sao cho đẹp mắt, phù hợp nhất với thực tế. Cơ sở các đồ án quy hoạch thường là những chỉ thị, quyết định, các chủ trương đầu tư quy hoạch được phê duyệt bởi lãnh đạo các bộ ngành và cơ quan chính quyền. Hiện trạng phát triển đô thị chỉ có ý nghĩa cụ thể hóa các chủ trương quy hoạch đã được hoạch định bởi các cơ quan nhà nước. Quy chuẩn quy hoạch chỉ mang tính tham khảo bởi mỗi đồ án quy hoạch được phép áp dụng các chỉ tiêu quy hoạch khác nhau, theo sự phê duyệt của cấp có thẩm quyền.
Đặc điểm này khiến nhiều cơ quan bộ ngành, quản lý nhà nước trở thành các nhà quy hoạch vì họ được phép ra các văn bản, quy định, yêu cầu; thiết lập các dự án, kế hoạch phát triển; định đoạt nội dung đầu tư sử dụng của các lô đất đô thị - làm nền tảng cho các quy hoạch cụ thể - trong khi họ gần như không bị chi phối bởi luật quy hoạch cũng như không phải xin phép Hội đồng nhân dân các cấp. Vì thế, không có cơ quan nào có khả năng kiểm soát hay chịu trách nhiệm về chất lượng quy hoạch. Quy hoạch thường được lập một cách không nhất quán, thiếu cơ sở, và không hiệu quả trong việc giải quyết các vấn đề đô thị.
Trong giai đoạn 1954-1986, các hoạt động kinh tế tư nhân bị hạn chế tối đa tại miền Bắc Việt Nam, quy hoạch chủ yếu nhằm đáp ứng kế hoạch phát triển của các bộ ngành. Nội dung quy hoạch hầu như chỉ bao gồm chuẩn bị quỹ đất cho các dự án nhà nước và tổ chức mạng lưới giao thông kết nối các cơ sở kinh tế văn hóa. Tư liệu xây dựng gần như nằm hoàn toàn trong sự kiểm soát của bộ máy nhà nước, ưu tiên dành cho các dự án xây dựng trọng điểm. Mọi lô đất lớn gần đường giao thông được ưu tiên dành cho các bộ ngành, cơ sở sản xuất để tiết kiệm chi phí đầu tư; Một số quy hoạch bài bản theo mô hình Liên Xô mới bắt đầu được lập, khởi đầu bằng nghiên cứu, lập quy hoạch chung các thành phố. Tuy nhiên chưa có quy hoạch chung nào được triển khai chi tiết đến mức có thể áp dụng để quản lý đầu tư xây dựng, phát triển đô thị.
Sau năm 1986, nhà nước mở rộng ưu ái cho các dự án đầu tư vốn nước ngoài, ưu tiên phát triển các khu công nghiệp tập trung các dự án khách sạn, khu đô thị mới.

## Quy hoạch xây dựng đô thị tại Việt Nam
Quy hoạch xây dựng đô thị là bộ môn khoa học kỹ thuật, xã hội, nhân văn, là nghệ thuật về tổ chức không gian sống cho các đô thị và các khu vực đô thị. Nó là nghệ thuật sắp xếp tổ chức các không gian chức năng, khống chế hình thái kiến trúc trong đô thị trên cơ sở các điều tra, dự báo, tính toán sự phát triển, đặc điểm, vai trò, nhu cầu và nguồn lực của đô thị, nhằm cụ thể hóa chính sách phát triển, giảm thiểu các tác động có hại phát sinh trong quá trình đô thị hóa, tận dụng tối đa mọi nguồn lực, và hướng tới sự phát triển bền vững. Các không gian đô thị, công trình hạ tầng kỹ thuật, công trình hạ tầng xã hội đô thị cần được quy hoạch phù hợp với phát triển tổng thể kinh tế - xã hội- môi trường, an ninh - quốc phòng.
Những hoạt động cụ thể liên quan đến ngành quy hoạch đô thị là:
- Đầu tư và phát triển bất động sản: Ở đây việc đầu tư và phát triển bất động sản phải tuân theo quy luật phát triển chung của xã hội-kinh tế riêng từng khu vực cụ thể.
- Văn hóa, lối sống cộng đồng.
- Chính sách quản lý và phát triển bất động sản và nhà ở.
- Chiến lược phát triển kinh tế xã hội cho mỗi vùng, mỗi khu vực.
- Đầu tư hạ tầng kỹ thuật.
- Phát triển và bảo tồn các di sản kiến trúc và thiên nhiên.
- Phát triển bền vững của nhân loại.

Bộ khung pháp lý cho các đồ án Quy hoạch đô thị ở Việt Nam gồm:
- Luật Quy hoạch Đô thị 2009
- Nghị định 37/2010/NĐ-CP về lập, thẩm định, phê duyệt và quản lý quy hoạch đô thị - kèm theo Thông tư 10/2010/TT-BXD quy định hồ sơ của từng loại quy hoạch đô thị do Bộ Xây dựng ban hành.
- Nghị định 38/2010/NĐ-CP về quản lý không gian, kiến trúc, cảnh quan đô thị - kèm theo Thông tư 19/2010/TT-BXD hướng dẫn lập quy chế quản lý quy hoạch, kiến trúc đô thị do Bộ Xây dựng ban hành.
- Nghị định 39/2010/NĐ-CP về quản lý không gian xây dựng ngầm đô thị - kèm theo Thông tư 11/2010/TT-BXD hướng dẫn về quản lý cơ sở dữ liệu công trình ngầm đô thị do Bộ Xây dựng ban hành.

Hệ thống đồ án Quy hoạch đô thị ở Việt Nam tuân theo Quy định của Luật Quy Hoạch, Nghị định 37/2010, Thông tư 10/2010/TT-BXD, bao gồm:
- Quy hoạch chung xây dựng với tỷ lệ từ 1/10.000 đến 1/25.000
- Quy hoạch phân khu xây dựng với tỷ lệ từ 1/2.000 đến 1/5.000
- Quy hoạch chi tiết xây dựng với tỷ lệ 1/500
- Quy hoạch chuyên ngành hạ tầng kỹ thuật
- Thiết kế đô thị

Các đồ án khác có liên quan gồm có:
- Quy hoạch xây dựng vùng - Theo nội dung của Nghị định 08
- Quy hoạch xây dựng điểm dân cư nông thôn - thực hiện theo Quyết định 491/QĐ-TTg năm 2009 về Bộ tiêu chí quốc gia về nông thôn mới do Thủ tướng Chính phủ ban hành - kèm theo Thông tư 09/2010/TT-BXD quy định việc lập nhiệm vụ, đồ án quy hoạch và quản lý quy hoạch xây dựng xã nông thôn mới do Bộ Xây dựng ban hành.
- Nội dung thiết kế đô thị là một phần trong nội dung lập các đồ án Quy hoạch chi tiết trong đồ án Quy hoạch chung và đồ án Quy hoạch phân khu. Tuy nhiên trong một vài trường hợp nó có thể là một đồ án độc lập, kinh phí được tính khi Thiết kế đô thị của một số khu vực đô thị có yêu cầu phải lập thành đồ án riêng (tối đa là 60% của quy hoạch chung tương ứng) - Thông tư 17/2010/TT-BXD.

Cơ sở của quy hoạch đô thị là hệ thống các tiêu chuẩn và các nguyên tắc tổ chức xây dựng đô thị. Dựa vào hệ thống các nguyên tắc này, theo điều kiện thực tế và chính sách, mục tiêu phát triển ngắn hạn và dài hạn; nhóm bốn đối tượng tác động chính đến kết quả đồ án quy hoạch là: các nhà quy hoạch, các nhà quản lý, các nhà đầu tư và những người trực tiếp chịu ảnh hưởng của quy hoạch đề xuất ra các giải pháp, mục đích, thời gian và nguồn lực cụ thể để thực hiện.
Hiện nay ở Việt Nam việc lập các đồ án quy hoạch chưa được tổ chức thực hiện còn chưa theo đúng nguyên tắc do điều kiện về kinh phí, trang thiết bị, năng lực chuyên môn còn hạn chế và sự can thiệp tùy tiện của nhiều tổ chức cơ quan tới quá trình lập đồ án Quy hoạch, cũng như các yếu tố khác. Khung luật pháp cho việc thực hiện quy hoạch hiện nay còn thiếu hụt trong khi công tác quản lý và thực thi quy hoạch lại khá lỏng lẻo. Các đồ án Quy hoạch hiện nay đang là công cụ cho việc hợp thức hóa một số chuyển đổi đất sai mục đích hoặc chưa đủ các cơ sở nghiên cứu đánh giá một cách chính xác và khoa học.
Quy hoạch đô thị tại Tp. Hồ Chí Minh
Thành phố Hồ Chí Minh là đầu mối giao thông chiến lược hàng đầu của vùng nam Bộ và Tây Nguyên. Thành phố có một hệ thống sông ngòi, kênh rạch chằng chịt và một hệ thống đường bộ gồm các Quốc lộ 1, Quốc lộ 22, Quốc lộ 13 và hàng chục con đường khác, nối liền Thành phố Hồ Chí Minh với các địa phương Nam Bộ, cả nước và quốc tế.
Vai trò, vị trí với nhiều lợi thế so sánh về kinh tế, khí hậu và việc làm tất yếu dẫn đến sức ép rất lớn về tăng dân số, tiếp theo là nhu cầu mở rộng Thành phố Hồ Chí Minh về không gian phát triển và xây dựng mới ngày càng trở nên cấp bách.
Nhìn xuyên suốt 30 năm qua, tiến trình đô thị hóa của thành phố vừa tự phát, vừa tự giác, hay nói cách khác vừa xây dựng theo quy hoạch, vừa hợp thức hóa xây dựng bằng quy hoạch.
Quy hoạch thành phố Hồ Chí Minh tính tới thời điểm 2010 có khoảng trên dưới 600 dự án quy hoạch tại 13 quận huyện.

#### Quy hoạch treo
"Quy hoạch treo" là tình trạng diện tích đất đã được cơ quan nhà nước có thẩm quyền ghi trong kế hoạch sử dụng đất cho một hay nhiều mục đích khác nhau, đã công bố là sẽ thu hồi đất nhưng không thực hiện đúng tiến độ, kế hoạch . Luật Đất đai không nêu rõ về việc "dự án treo" trong thời hạn bao lâu thì bị hủy bỏ mà chỉ có thời hạn hủy bỏ quy hoạch đối với việc thu hồi hoặc chuyển mục đích sử dụng đất, nếu sau 3 năm không có quyết định thu hồi đất, chưa được phép chuyển đổi mục đích sử dụng đất kể từ ngày công bố quy hoạch theo quy định tại Khoản 8 Điều 49 Luật Đất đai 2013 sửa đổi.